# استفانی کلاوسن
استفانی کلاوسن (دانمارکی: Stefanie Clausen; ۱ آوریل ۱۹۰۰ – ۲ اوت ۱۹۸۱) شیرجه‌رو اهل دانمارک بود.